# Strömsholm-Kanal

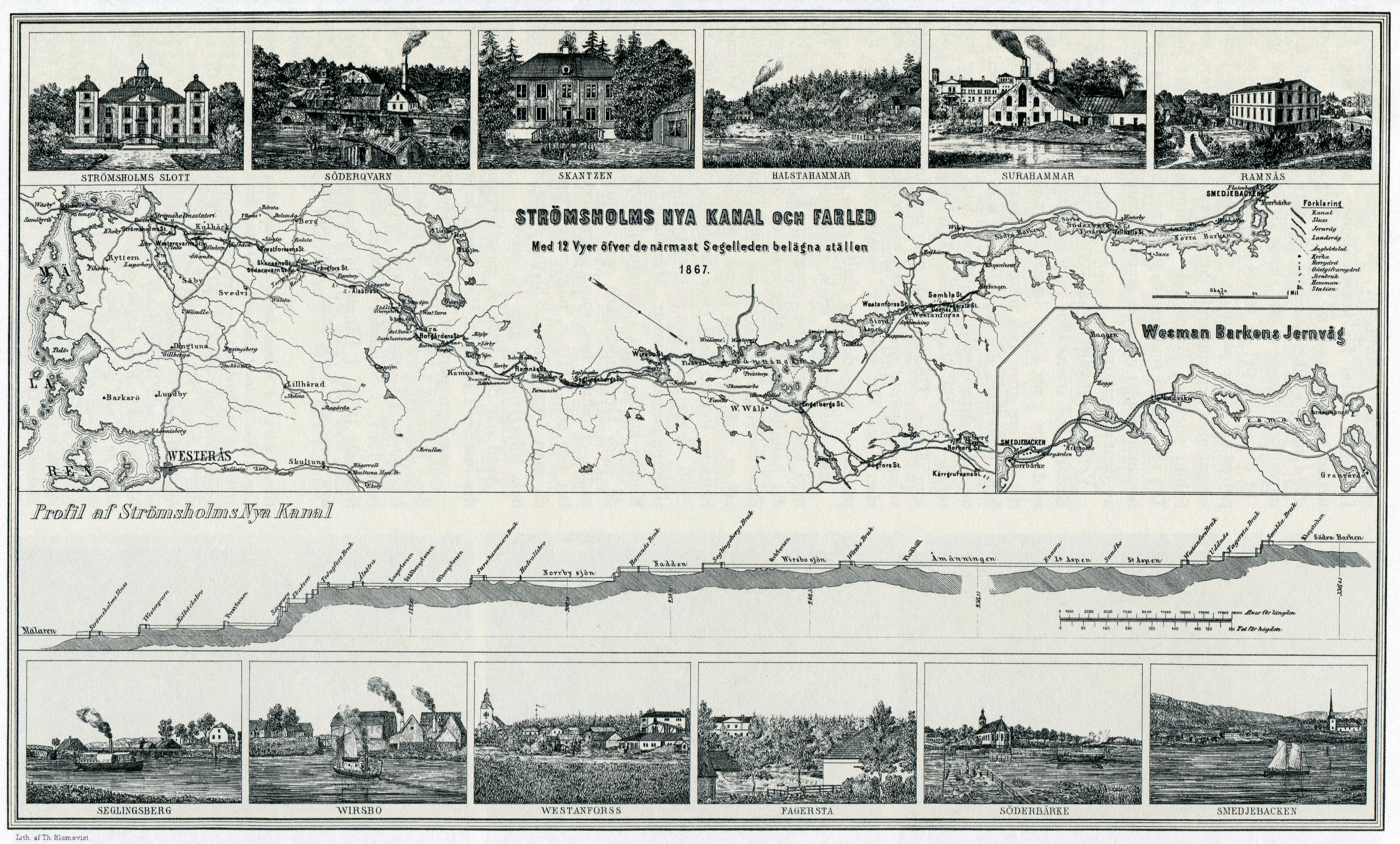
Der Kanal auf einer Illustration von 1867.

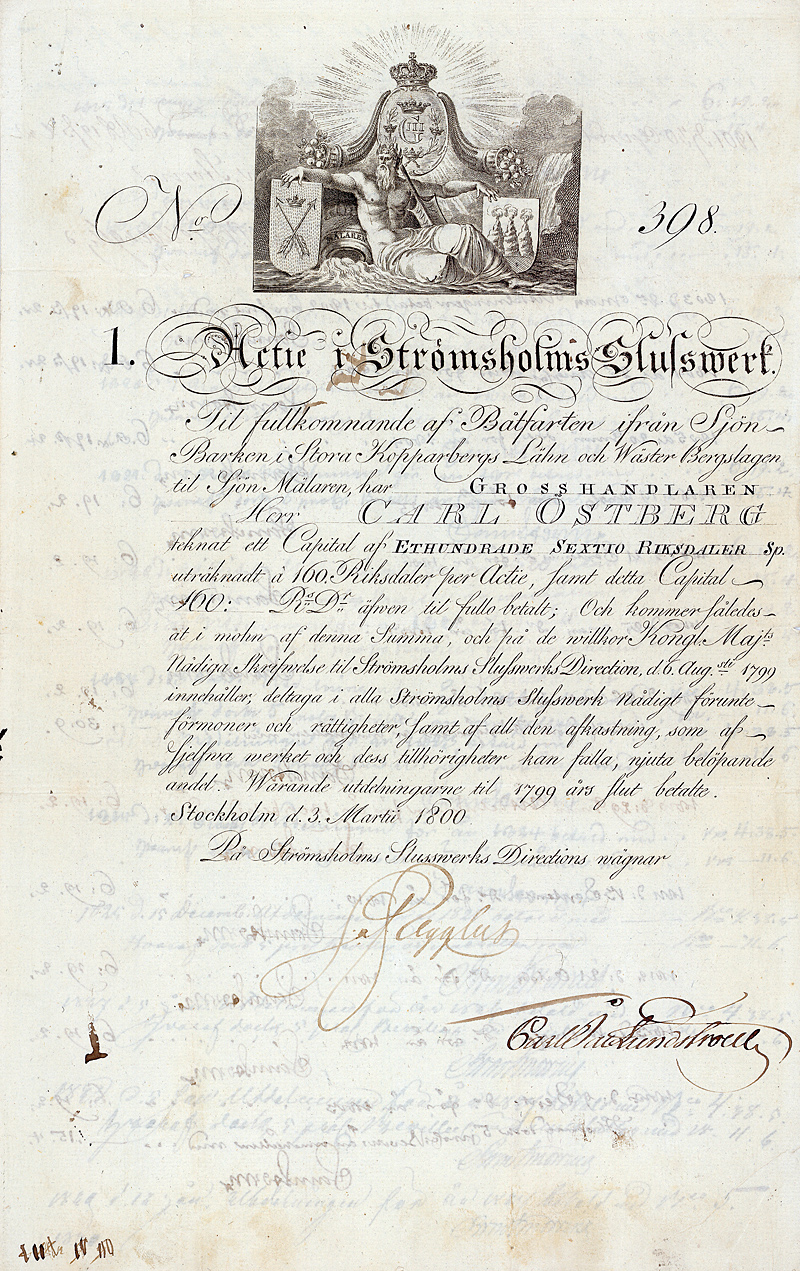
Aktie von Strömsholms Slusswerk vom 3. März 1800

Der Strömsholm-Kanal ist ein schiffbarer Kanal in Mittelschweden. Er ist etwa 110 Kilometer lang und führt längs des Wasserlaufes Kolbäcksån von der Bergbauregion Bergslagen zum Mälaren. Er ist nach dem Ort Strömsholm benannt, bei dem der Kanal in die Mälarbucht Galten mündet. Der Strömsholm-Kanal ist ein Teil des Ekomuseums Bergslagen.

## Geschichte
Der Strömsholm-Kanal wurde zwischen 1777 und 1795 gebaut, um die Erzgruben und Hüttenwerke in Bergslagen mit den Transportwegen auf dem Mälaren nach Stockholm und weiter in die Ostsee zu verbinden. Er hat 26 Schleusen, die einen Höhenunterschied von etwa 100 Metern überwinden. Beim Bau mussten nur 12 Kilometer gegraben werden, der Rest besteht aus Seen, die schiffbar gemacht wurden. Der nördliche Zielhafen liegt in Smedjebacken. Zwischen 1842 und 1860 wurde der Kanal umgebaut und 1992/1993 für die Freizeitschifffahrt aufgerüstet.

## Bilder

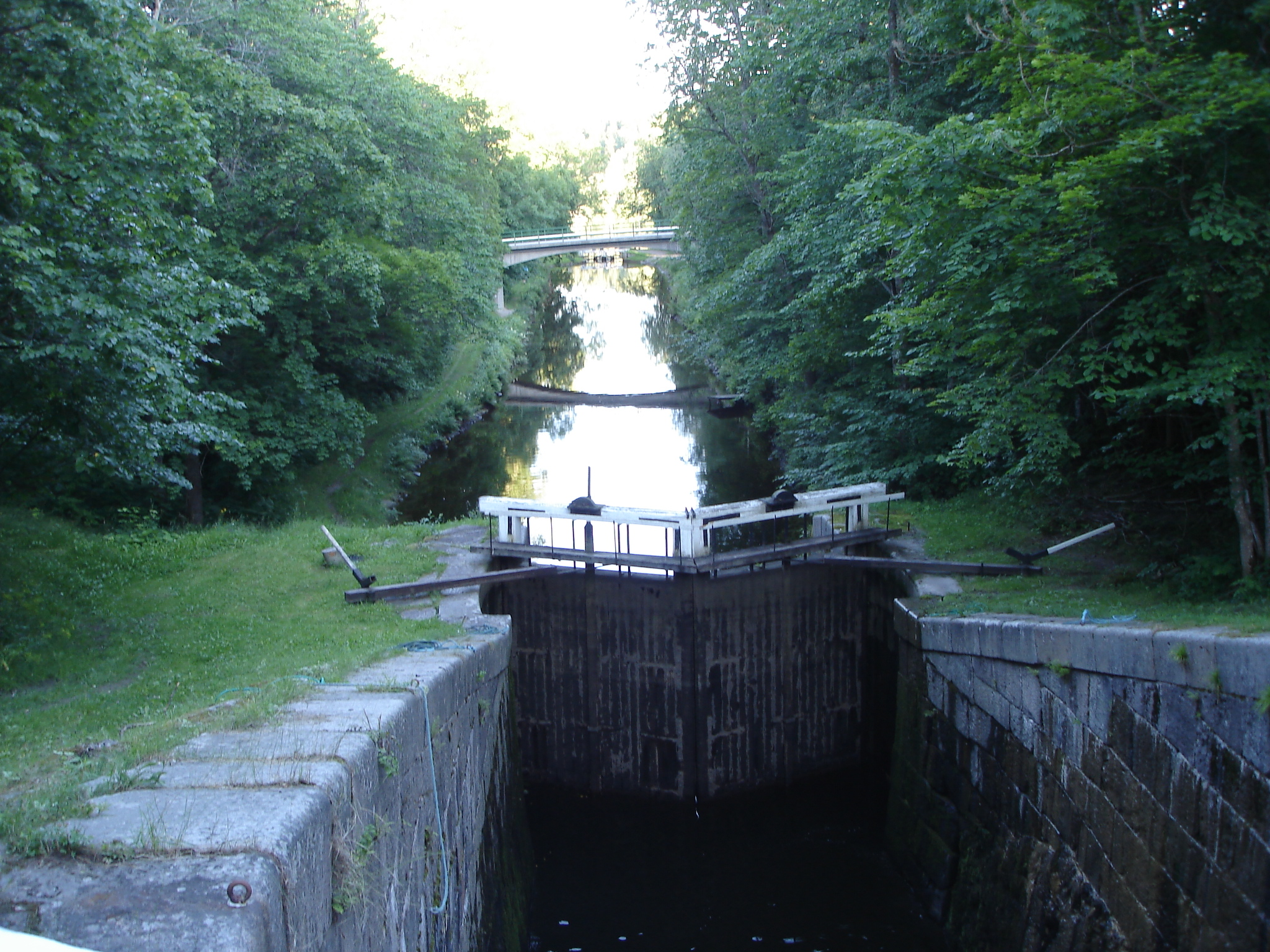
Schleuse „Konung Gustav III“
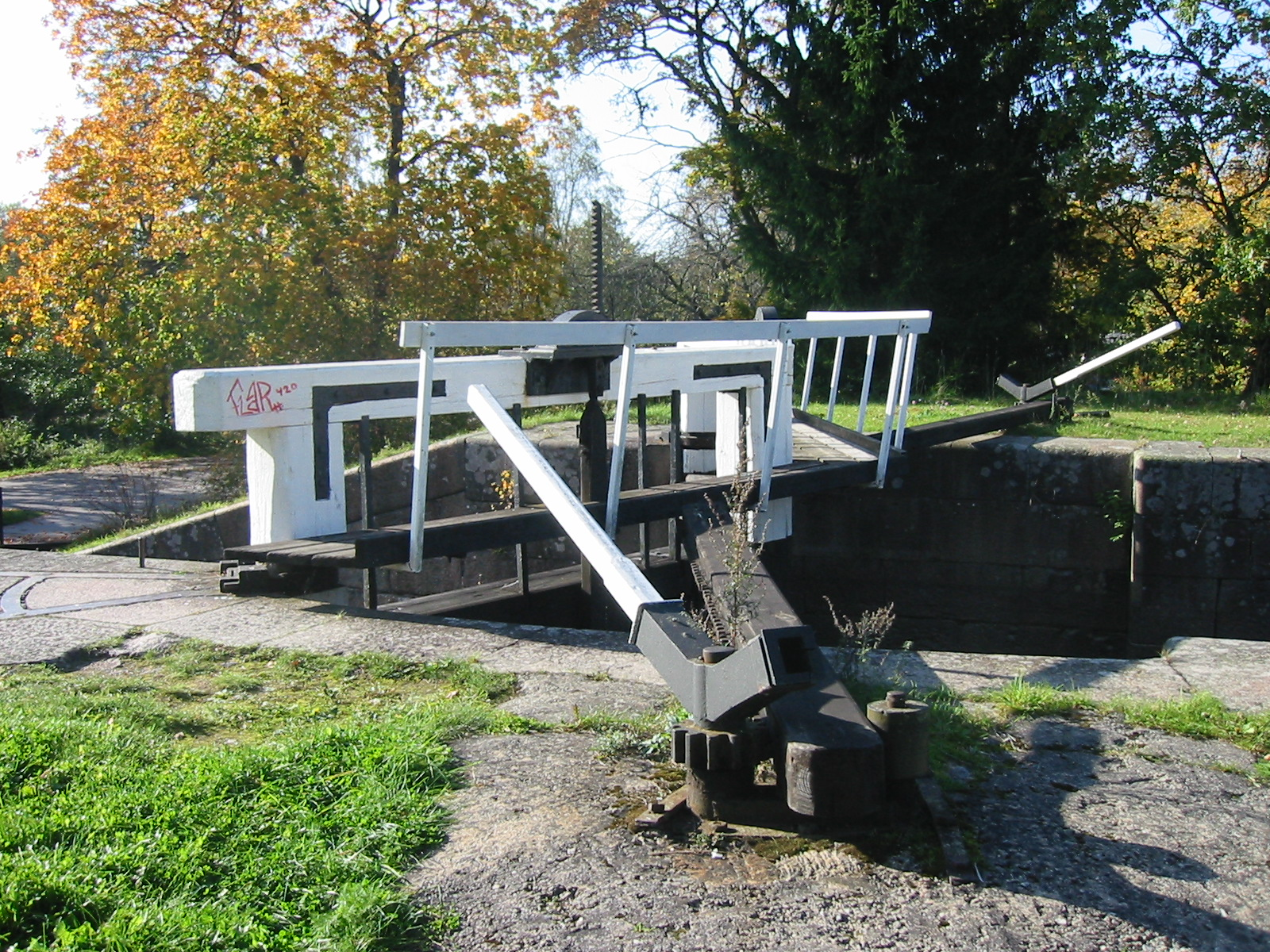
Schleuse „Landshövding af Ugglas“
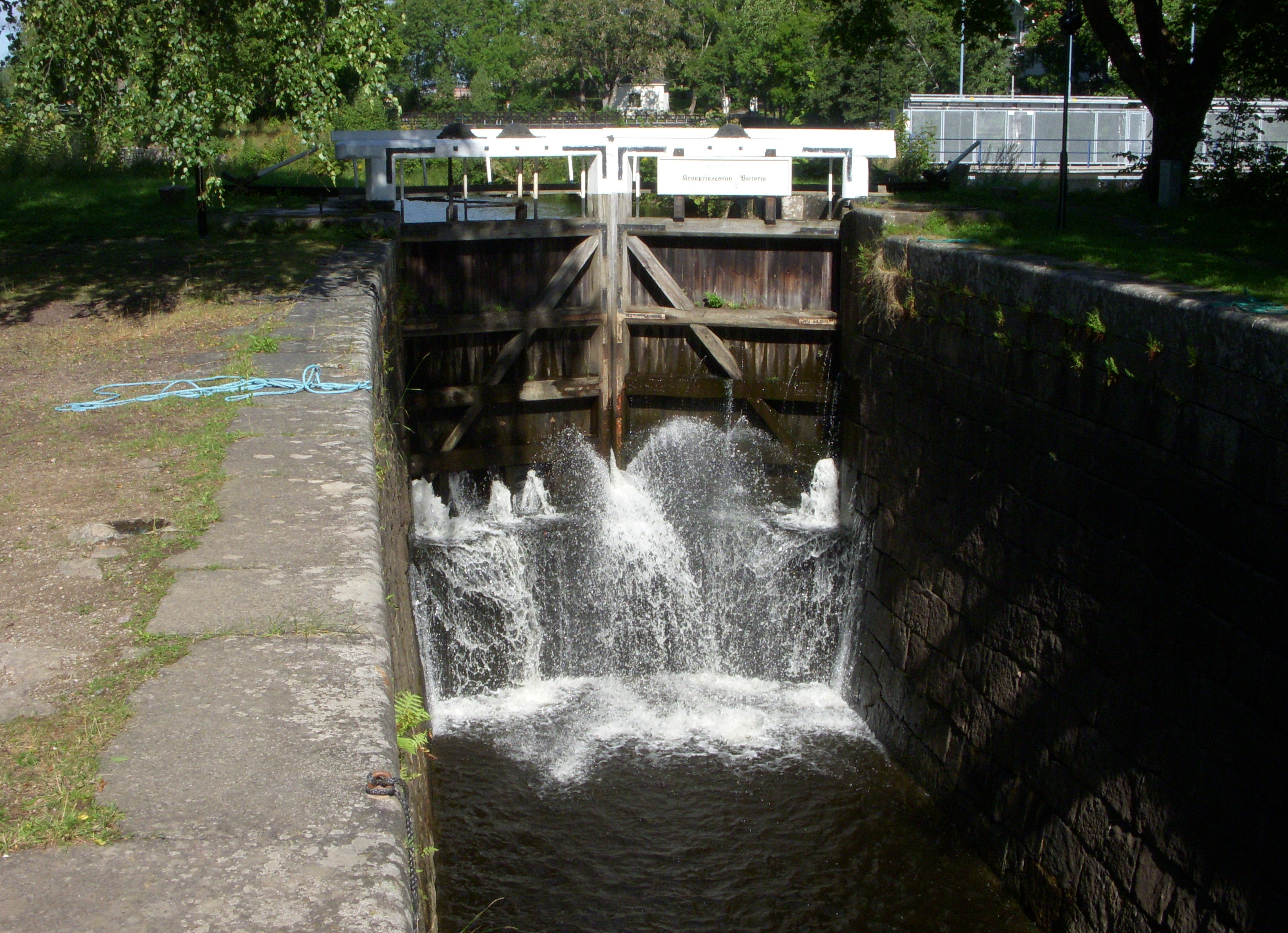
Schleuse „Kronprinsessan Victoria“
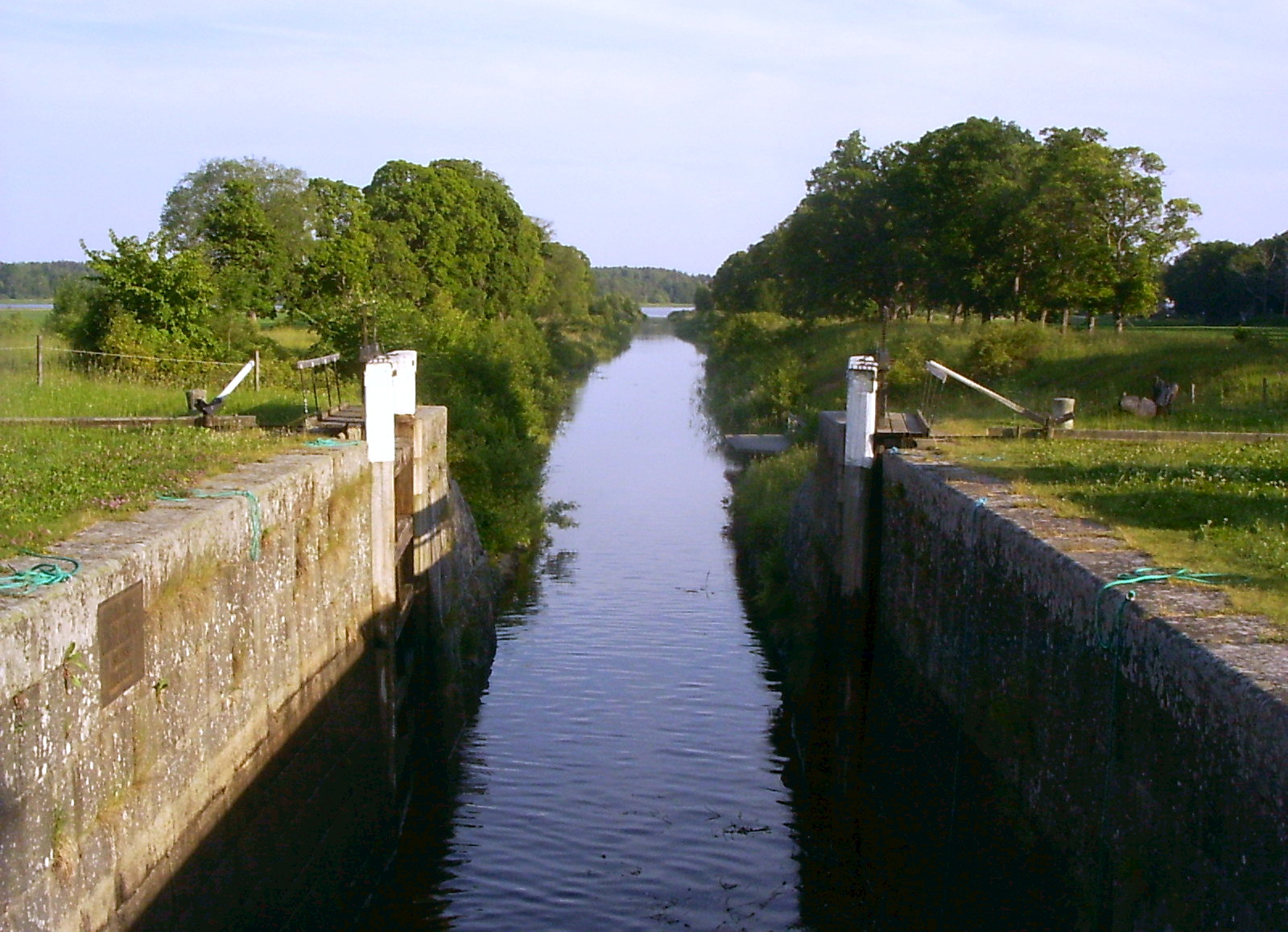
Schleuse „Konung Karl XV“